# Comissão Geológica do Império do Brasil

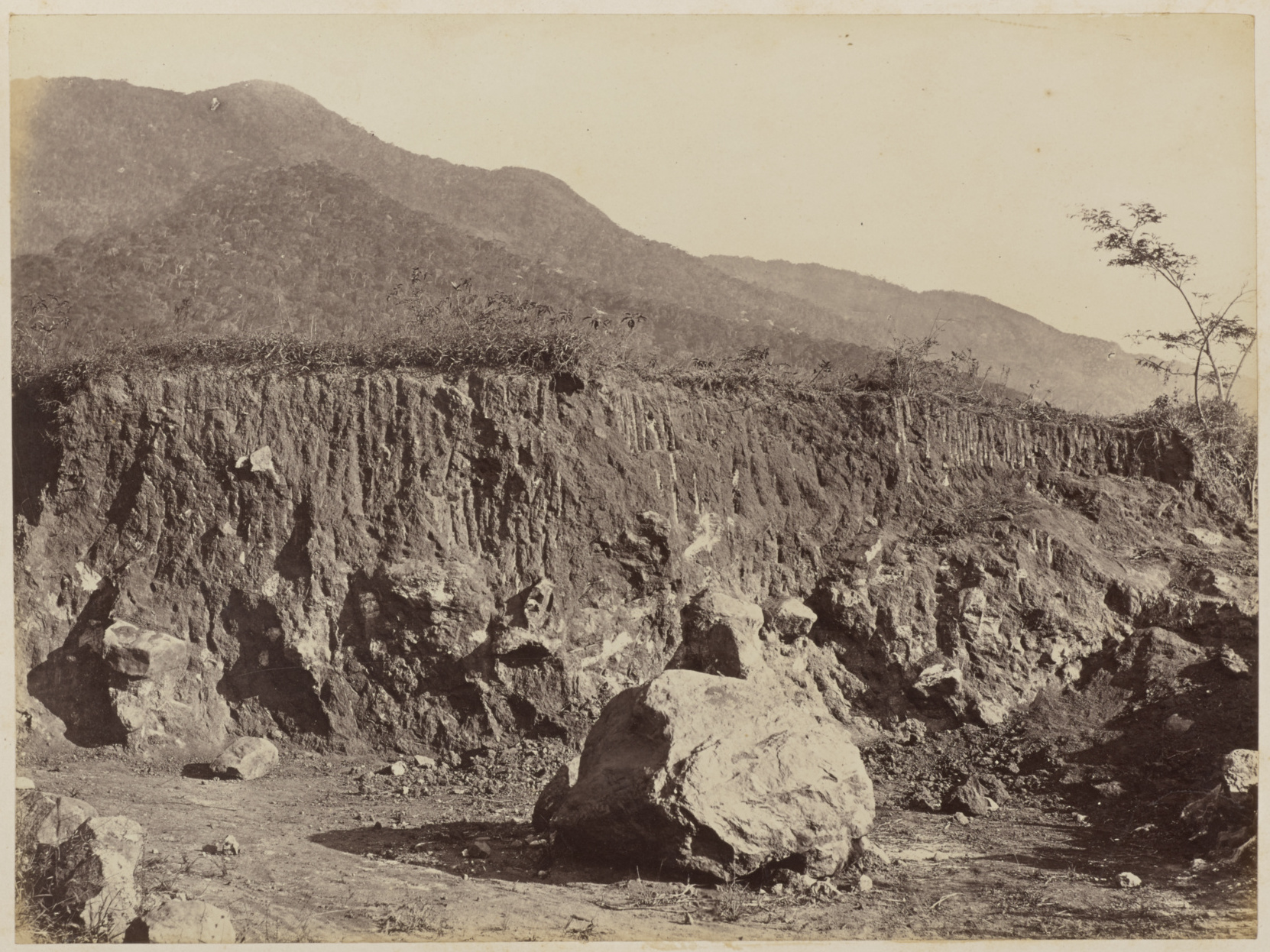
Fotografia de blocos erráticos publicada no álbum da comissão

A Comissão Geológica do Império do Brasil foi criada em 30 de abril de 1875 e teve duração até 1878. Vinculada ao Ministério da, Agriculta, Comércio e Obras Públicas, durante o reinado de Dom Pedro II, a comissão teve como principal idealizador e único chefe o já experiente geólogo canadense Charles Frederick Hartt (1840-1878). Curiosamente, Hartt não foi formalmente convidado para o cargo, ele mesmo convenceu o imperador e o seu ministro José Fernandes da Costa Pereira da importância científica e econômica de suas expedições para a agricultura e mineração no Brasil.
Além de Hart, a comissão contou com uma equipe multidisciplinar composta por nomes notáveis, como Orville Adelbert Derby, Elias Fausto Pacheco Jordão, Richard Rathbun, John Casper Branner, Luther Wagoner, Herbert H. Smith, Francisco José de Freitas e o fotógrafo Marc Ferrez, responsável pelo registro visual das expedições.
As expedições tiveram início em 10 de junho de 1875, no estado de Pernambuco. As equipes se dividiram para cobrir uma vasta extensão do território nacional, percorrendo os estados do Pará, Alagoas, Sergipe, Bahia, Espírito Santo, Rio de Janeiro, São Paulo, Paraná, Santa Catarina, Minas Gerais e também a Ilha de Fernando de Noronha. As atividades de campo se estenderam até o início de 1877.
O objetivo central da Comissão era realizar um levantamento sistemático dos aspectos geológicos, geográficos, topográficos e naturais do Brasil, nos moldes dos grandes "geological surveys" internacionais da épocas, além de investigações arqueológicas e etnográficas. Ao longo da expedição, foram coletadas cerca de 500 mil amostras de materiais geológicos e paleontológicos, constituindo um acervo de valor inestimável, posteriormente incorporado ao  Museu Nacional.
O registro fotográfico foi realizado por Marc Ferrez e publicado no Álbum da Comissão Geológica do Império do Brasil.